# Быконя, Зинаида Савостьяновна
Зинаида Савостьяновна Быконя (урожд. Качуро) (7 июля 1928 года — 27 августа 2017 года) — советский хозяйственный, государственный и политический деятель, ткачиха тонкосуконной фабрики имени Ленина Брянского совнархоза, город Клинцы. Герой Социалистического Труда.

## Биография
Родилась 7 июля 1928 года в городе Клинцы Клинцовского района Клинцовского округа Западной области, ныне — Клинцовского района Брянской области. Русская.
Сразу после освобождения города Клинцы от немецко-фашистской оккупации в конце сентября 1943 года 15-летняя Зинаида Качуро (в девичестве) начала трудовую деятельность санитаркой в госпитале, разместившемся в одном из сохранившихся зданий. Затем она трудилась рабочей в строительной бригаде на восстановлении сожжённой оккупантами Клинцовской тонко-суконной фабрики, которая уже в 1944 году была частично восстановлена и выпускала сукно для нужд Красной Армии. В том же году Зинаида Савостьяновна поступила в школу фабрично-заводского обучения (ФЗО) при фабрике имени Ленина, после её окончания стала работать ткачихой на Клинцовской фабрике.
За короткий период она в совершенстве овладела профессией и передовыми приёмами труда, стала ударницей производства. Постоянно выполняла плановые задания на 125 процентов за счёт того, что гораздо меньше, чем предусматривали нормы, тратила времени на ликвидацию обрывов нитей, на заправку челноков и выполнение других производственных операций.
Указом Президиума Верховного Совета СССР от 7 марта 1960 года в ознаменование 50-летия Международного женского дня, за выдающиеся достижения в труде и особо плодотворную общественную деятельность Быконе Зинаиде Савостьяновне присвоено звание Героя Социалистического Труда с вручением ордена Ленина и золотой медали «Серп и Молот».
В 1961 году вступила в КПСС.
Позже работала председателем профсоюзного комитета Клинцовской фабрики.
Избиралась депутатом Верховного Совета СССР 5-го созыва (1958—1962) и делегатом XXIV съезда КПСС (1971).
Проживала в родном городе Клинцы. Скончалась 27 августа 2017 года.

## Награды
- Золотая медаль «Серп и Молот» (07.03.1960);
- орден Ленина (07.03.1960)
- Медаль «В ознаменование 100-летия со дня рождения Владимира Ильича Ленина» (1970)
- Медаль «За трудовую доблесть»
- медали ВДНХ СССР
- и другими
- Отмечена дипломами и почётными грамотами.